# Chlorochaeta cassidara
Chlorochaeta cassidara är en fjärilsart som beskrevs av Achille Guenée 1857. Chlorochaeta cassidara ingår i släktet Chlorochaeta och familjen mätare. Inga underarter finns listade i Catalogue of Life.